# Cyrano (musical)
Cyrano és un musical amb llibret i lletres d'Anthony Burgess i música de Michael J. Lewis.

## Argument
Basat en la clàssica obra de teatre del 1897 del mateix nom d'Edmond Rostand, se centra en un triangle amorós que implica el poètic de nas gros Cyrano de Bergerac, la seva bella cosina Roxana, i el seu clàssicament educat i inarticulat amic Christian de Neuvillette, que ignorant passió sense correspondència per Roxana de Cyrano, li imposa que li proporcioni les paraules romàntiques que pot utilitzar per conquerir-la amb èxit al París de mitjan segle xvii .

## Història
Al començament dels anys seixanta, David Merrick havia anunciat els seus plans per a produir un musical titulat Cyrano amb una partitura de Leslie Bricusse i Anthony Newley, però no va sortir res del projecte. Burgess havia traduït l'obra de Rostand per a la Guthrie a Minneapolis, i el director Michael Langham va suggerir que l'adaptés per a una versió musical. Burgess va unir esforços amb el compositor de pel·lícula Lewis, substituint el diàleg en la seva obra per números musicals, i l'obra completa va ser posada en escena a la Guthrie, de nou amb Langham al capdavant.
Després d'una prova al Colonial Theatre de Boston i cinc prèvies, la producció de Broadway, dirigida i coreografiada per Michael Kidd, es va estrenar el 13 de maig de 1973, al Palace Theatre, on van realitzar-se 49 funcions. El repartiment va incloure Christopher Plummer com Cyrano, Leigh Beery com Roxana, i Mark Lamos com a Christian, amb Teland Feldshuh debutant a Broadway en dos petits papers secundaris.
Plummer va guanyar el Tony com a millor actor en un musical i el Premi Drama Desk com a interpretació més destacada en un musical, i Beery va ser nominada per al Tony a Millor Actriu de repartiment de Musical.
A&M Records va publicar un disc amb la gravació original el 1973. Decca Records va publicar el CD el 2005.
El setembre del 1994, es va escenificar una versió abreviada del musical al The Newport Arts Center al districte d'Orange, Califòrnia. Dirigida per Kent Johnson i protagonitzada per John Huntington com a Cyrano i Deirdre McGill com Roxanne. Una de les cançons, "You has Made Me Love", va aparèixer en un àlbum de clàssics de Broadway, cantada per McGill.
Premi Tony al millor actor protagonista de musical

## Cançons
| I Acte - Cyrano's Nose - La France, La France - Tell Her - From Now Till Forever - Bergerac - Pocapdedious - No, Thank You - From Now Till Forever (Reprise) | II Acte - Roxana - It's She and It's Me - You Have Made Me Love - Thither, Thother, Thide - Pocapdedious (Reprise) - Paris Cuisine - Love Is Not Love - Autumn Carol - I Never Loved You |

## Premis i nominacions

### Producció original de Broadway
| Any  | Premi            | Categoria                               | nominat             | Resultat  |
| ---- | ---------------- | --------------------------------------- | ------------------- | --------- |
| 1973 | Premi Drama Desk | Actor més destacat a un Musical         | Christopher Plummer | GUANYADOR |
| 1974 | Tony Award       | Millor Actor Protagonista de Musical    | Christopher Plummer | GUANYADOR |
| 1974 | Tony Award       | Millor Actriu de repartiment de Musical | Leigh Beery         | nominada  |